# Heilbronn Hauptbahnhof
Heilbronn Hauptbahnhof vasútállomás Németországban, Heilbronn városában.

## Vasútvonalak
Az állomást az alábbi vasútvonalak érintik:
- Stuttgart–Würzburg-vasútvonal
- Crailsheim–Heilbronn-vasútvonal
- Grötzingen–Heilbronn-vasútvonal
- Industrie- und Hafenbahn

## Kapcsolódó állomások
A vasútállomáshoz az alábbi állomások vannak a legközelebb:
- Heilbronn Trappensee (Crailsheim, Crailsheim–Heilbronn-vasútvonal)
- Heilbronn Sülmertor (Würzburg-Heidingsfeld West Ültg, Würzburg–Stuttgart-vasútvonal)
- Schwaigern (Württ) (Karlsruhe Hauptbahnhof, RE 45)
- Böckingen Sonnenbrunnen (Grötzingen, Kraichgaubahn)

## Forgalom
| Járat  | Útvonal | Ütem             |
| ------ | --- | ---------------- |
| RE 8   | Stuttgart – Ludwigsburg – Bietigheim-Bissingen – Heilbronn – Neckarsulm – Bad Friedrichshall – Osterburken – Lauda – Würzburg                                    | 60 percenként    |
| RE 10a | Heilbronn – Neckarsulm – Bad Friedrichshall – Mosbach-Neckarelz – Eberbach – Heidelberg – Mannheim                                                               | 120 percenként   |
| RE 10b | Heilbronn – Neckarsulm – Bad Friedrichshall – Bad Wimpfen – Sinsheim – Meckesheim – Heidelberg – Mannheim                                                        | 120 percenként   |
| RE 10  | Stuttgart – Ludwigsburg – Bietigheim-Bissingen – Heilbronn | 60 percenként    |
| RE 80  | Hohenlohe-Express Heilbronn – Weinsberg – Öhringen – Waldenburg – Schwäbisch Hall – Schwäbisch Hall-Hessental – Crailsheim                                       | 60 percenként    |
| RB 18  | Stuttgart – Ludwigsburg – Bietigheim-Bissingen – Heilbronn – Neckarsulm – Bad Friedrichshall – Osterburken                                                       | 60 percenként    |
| S 4    | kétszer naponta mintKraichgau-Sprinter, egyébként gyorsvonat Karlsruhe – Bretten – Eppingen – Heilbronn Hbf/Willy-Brandt-Platz – Heilbronn Pfühlpark – Weinsberg | 60 percenként    |
| S 4    | Karlsruhe – Bretten – Eppingen – Schwaigern – Leingarten – Heilbronn Hbf/Willy-Brandt-Platz – Heilbronn Pfühlpark                                                | 60 percenként    |
| S 4    | (Karlsruhe – ) Schwaigern – Leingarten – Heilbronn Hbf/Willy-Brandt-Platz – Heilbronn Pfühlpark – Weinsberg – Willsbach – Eschenau – Öhringen                    | 15/30 percenként |
| S 41   | Heilbronn Hbf/Willy-Brandt-Platz – Heilbronn Industrieplatz – Neckarsulm – Bad Friedrichshall – Gundelsheim – Mosbach-Neckarelz – Mosbach                        | 60 percenként    |
| S 42   | Heilbronn Hbf/Willy-Brandt-Platz – Heilbronn Industrieplatz – Neckarsulm – Bad Friedrichshall – Bad Wimpfen – Bad Rappenau – Grombach – Sinsheim                 | 30 percenként    |

### Városi buszok
| Járat | Útvonal |
| ----- | --- |
| 1     | Klingenberg – Böckingen – Hauptbahnhof/Willy-Brandt-Platz – Rathaus – Harmonie – Pfühlpark – Rampachertal / – Trappensee ( – Jägerhaus – Waldheide) |
| 5     | (Hochschule – Bahnhof Sontheim – ) Böckingen – Hauptbahnhof/Willy-Brandt-Platz – Rathaus – Harmonie – Europaplatz – Industrieplatz |
| 8     | Biberach – Frankenbach – Schanz Nord – Hauptbahnhof/Willy-Brandt-Platz – Hafenamt – Zukunftspark – Containerterminal – Neckargartach – Böllinger Höfe |
| 10    | Frankenbach – / Schanz Süd – Klinikum Heilbronn – Hauptbahnhof/Willy-Brandt-Platz – Rathaus – Allee Post – Hohenstaufenstraße – Herbert-Hoover-Siedlung |
| 12    | Neckargartach – Europaplatz – Harmonie – Rathaus – Hauptbahnhof/Willy-Brandt-Platz – Hafenamt – Zukunftspark – Containerterminal – Neckargartach |
| 13    | Allee Post – Rathaus – Hauptbahnhof/Willy-Brandt-Platz – Berufsschulzentrum (Haselter) – Ziegeleipark – Westfriedhof |
| 61    | Flein – Sommerhöhe – Hessenhof – Südbahnhof – Allee Post – Rathaus – Hauptbahnhof/Willy-Brandt-Platz – Schanz Nord – Frankenbach – Kirchhausen / ← Böllinger Höfe |
| 62    | Flein → Sommerhöhe → Hessenhof → Südbahnhof → Allee Post → Rathaus → Hauptbahnhof/Willy-Brandt-Platz → Schanz Nord → Frankenbach → Böllinger Höfe |
| 64    | Flein – Sommerhöhe – Hessenhof – Südbahnhof – Allee Post – Rathaus – Hauptbahnhof/Willy-Brandt-Platz |
| N1    | Nachtbus Westroute: Großkraftwerk – Industrieplatz – Europaplatz – Harmonie – Rathaus – Hauptbahnhof/Willy-Brandt-Platz – Theresienwiese bei Bedarf zum Ausstieg weiter in die Stadtteile Böckingen, Klingenberg, Neckargartach, Frankenbach, Kirchhausen und Biberach |
| N2    | Nachtbus Ostroute: Gartenlaube/Viehweide – Theresienwiese – Hauptbahnhof/Willy-Brandt-Platz – Rathaus – Harmonie – Berliner Platz bei Bedarf zum Ausstieg weitere Haltestellen in Heilbronn, in den Stadtteilen Sontheim und Horkheim sowie in Flein                   |
| FW1   | Horkheim – Sontheim – Heilbronn Südbahnhof – Heilbronn Käferflug – Heilbronn Rathaus – Hauptbahnhof/Willy-Brandt-Platz |
| FW2   | Neckargartach – Frankenbach – Böckingen – Heilbronn Theresienwiese – Hauptbahnhof/Willy-Brandt-Platz |